# Volby do Grónské zemské rady v roce 1963
Volby do Grónské zemské rady se konaly 28. června 1963. Počet oprávněných voličů byl 15 170, přičemž volební účast byla nízká (54,1 %). O čtyři roky dříve se voleb zúčastnilo 58 % voličů. Z těchto voleb vzešla jedenáctá Grónská zemská rada.

## Volební právo
V každém z 16 volebních obvodů kandidovali dva až sedm kandidátů, z nichž byl zvolen kandidát s nejvyšším počtem hlasů (relativní většina). Kromě toho mohla strana nebo listina získat náhradní mandát, pokud její kandidáti získali dohromady více než jednu šestnáctinu odevzdaných platných hlasů. Stejně jako v předchozích volbách však většinu kandidátů tvořili nezávislí individuální kandidáti.

## Pozadí
V zemské radě zvolené v roce 1959 bylo 16 nezávislých poslanců, kteří byli zvoleni většinovým hlasováním ve stejném počtu volebních obvodů. Zemské radě předsedal guvernér Grónska, který však sám nebyl členem parlamentu. Do roku 1960 jím byl Poul Hugo Lundsteen, kterého v mezidobí nahradil Finn Nielsen. Toho po dvou letech v roce 1962 vystřídal Niels Otto Christensen.

## Výsledky

### Celkové výsledky
| Kandidáti                | Kandidáti                | Hlasy  | Hlasy | Křesla | Křesla |  |
| Kandidáti                | Kandidáti                | Počet  | %     | Počet  | +/−    |  |
| ------------------------ | ------------------------ | ------ | ----- | ------ | ------ |  |
|                          | Nezávislí kandidáti      |        |       | 16     | ±0     |  |
| Celkem                   | Celkem                   | 7.996  | 100,0 | 16     | ±0     |  |
| Platné hlasy             | Platné hlasy             | 7 996  | 97,5  |        |        |  |
| Prázdné a neplatné hlasy | Prázdné a neplatné hlasy | 204    | 2,5   |        |        |  |
| Volební účast            | Volební účast            | 8 200  | 54,1  |        |        |  |
| Oprávnění voliči         | Oprávnění voliči         | 15 170 | 100,0 |        |        |  |
| Zdroje:                  |                          |        |       |        |        |  |

### Výsledky volebních obvodů
| Nanortalik                                   | Jørgen Poulsen (n)       | 784  | 68,1 |  |
| Julianehåb                                   | Oluf Høegh (n)           | 781  | 67,4 |  |
| Narssaĸ                                      | Erik Egede (z)           | 424  | 54,9 |  |
| Frederikshåb                                 | Anthon Petersen (n)      | 441  | 48,4 |  |
| Godthåb                                      | Peter K. S. Heilmann (z) | 1244 | 56,1 |  |
| Sukkertoppen                                 | Alibak Josefsen (n)      | 572  | 50,5 |  |
| Holsteinsborg                                | Jørgen C. F. Olsen (z)   | 404  | 37,9 |  |
| Kangâtsiaĸ                                   | Lars Ostermann (n)       | 373  | 73,3 |  |
| Bugten (Jakobshavn & Christianshåb)          | Ricard Petersen (n)      | 598  | 41,4 |  |
| Egedesminde                                  | Hans J. Lynge (z)        | 393  | 46,2 |  |
| Disko                                        | Andreas Nielsen (z)      | 380  | 37,9 |  |
| Ũmánaĸ                                       | Elisabeth Johansen (z)   | 566  | 63,0 |  |
| Upernavik                                    | Knud Kristiansen (n)     | 468  | 61,9 |  |
| Thule                                        | Peter Jensen (z)         | 143  | 54,8 |  |
| Angmagssalik                                 | Jørgen Borchersen (n)    | 490  | 57,9 |  |
| Scoresbysund                                 | Magtakalât Ârĸê (z)      | 139  | 75,5 |  |
| Poznámka: (n) nově zvolený; (z) znovuzvolený |                          |      |      |  |